# Cynthia A. Telles

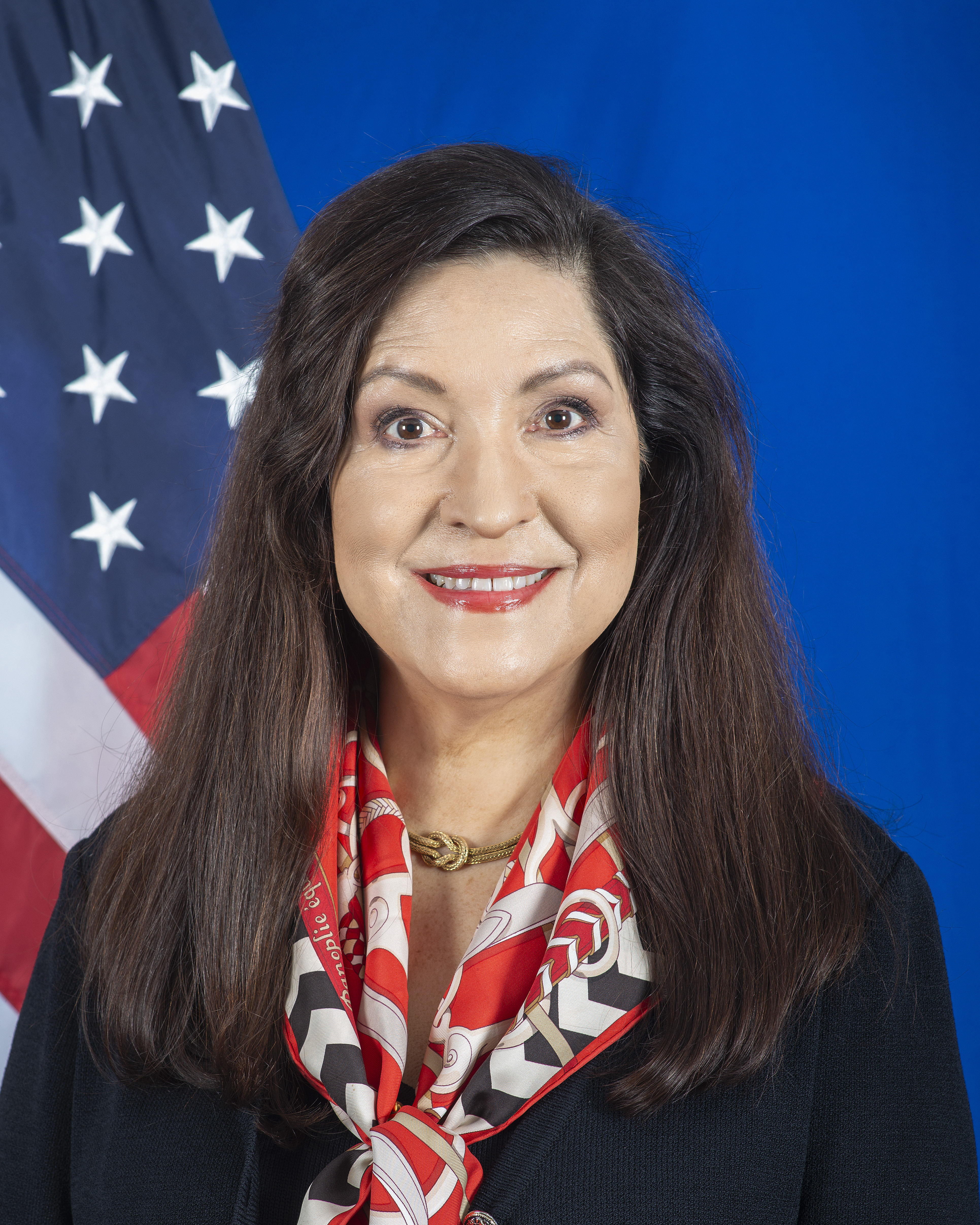
Cynthia A. Telles

Cynthia Ann Telles (* 1953 in El Paso) ist eine US-amerikanische Diplomatin und Botschafterin in Costa Rica.

## Leben
Telles ist Tochter des ersten hispanischen Botschafters der Vereinigten Staaten Raymond L. Telles Jr., mit dem sie große Teile ihrer Kindheit in Costa Rica verbrachte und dort auch Spanisch erlernte. Sie erhielt ihren Bachelor vom Smith College und an der Boston University einen Doktortitel in Klinischer Psychologie. An der University of California, Los Angeles wurde sie Professorin für Klinische Psychologie, Mitglied des Executive Committee des Semel Institute for Neuroscience and Human Behavior und Leiterin der Spanish Speaking Psychosocial Clinic und der Hispanic Neuropsychiatric Center of Excellence. Telles war am Board of the Pacific Council on International Policy und an verschiedenen Unternehmen wie der Americas United Bank beteiligt und engagierte sich in der Lokalpolitik der Stadt Los Angeles, als Expertin für staatliche Kommissionen sowie für verschiedene philanthropische Zwecke. 2022 wurde sie vom Präsidenten Joe Biden zur Botschafterin in Costa Rica ernannt.